# Heinrich von Hohenlohe

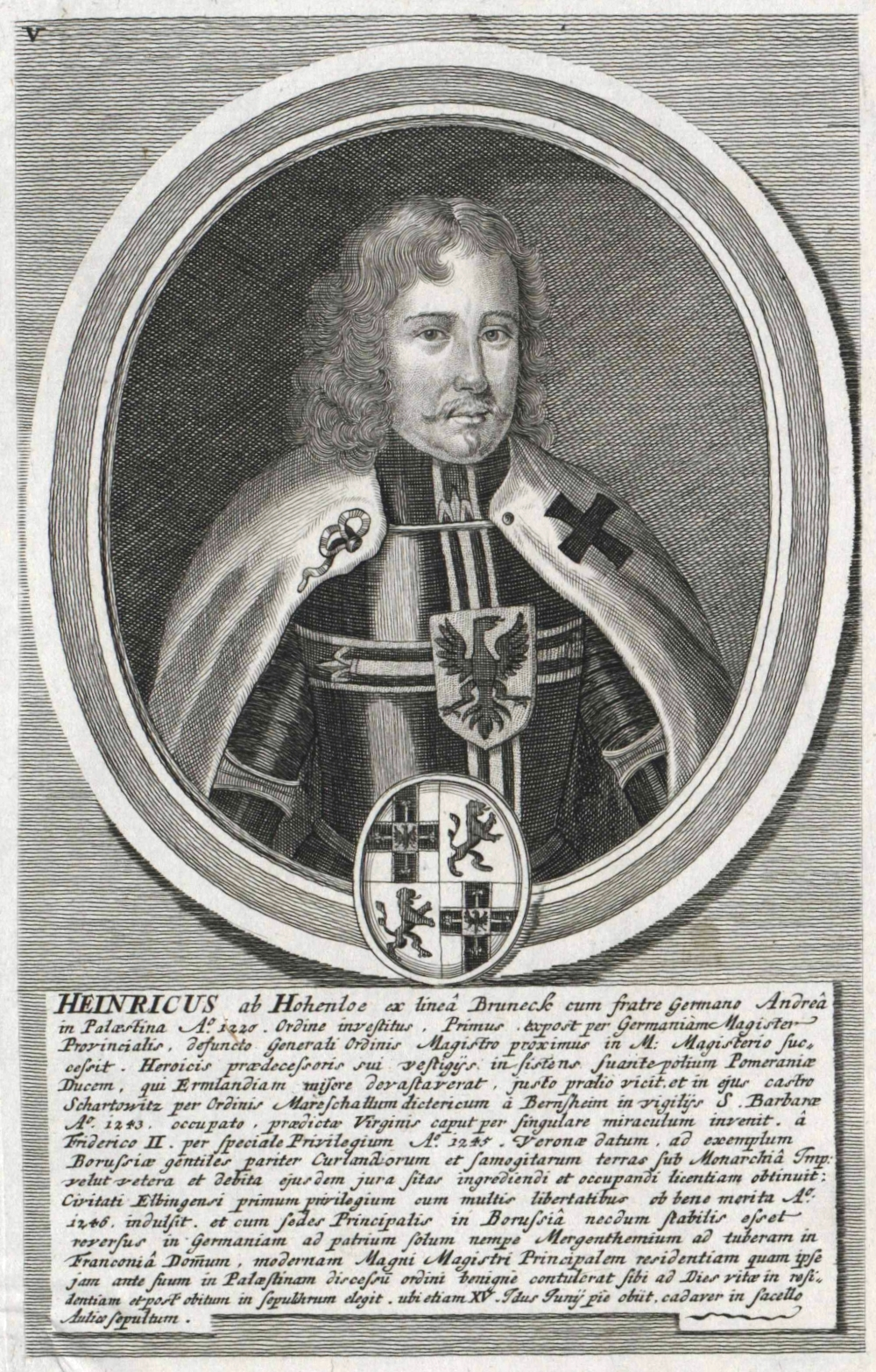
Heinrich von Hohenlohe

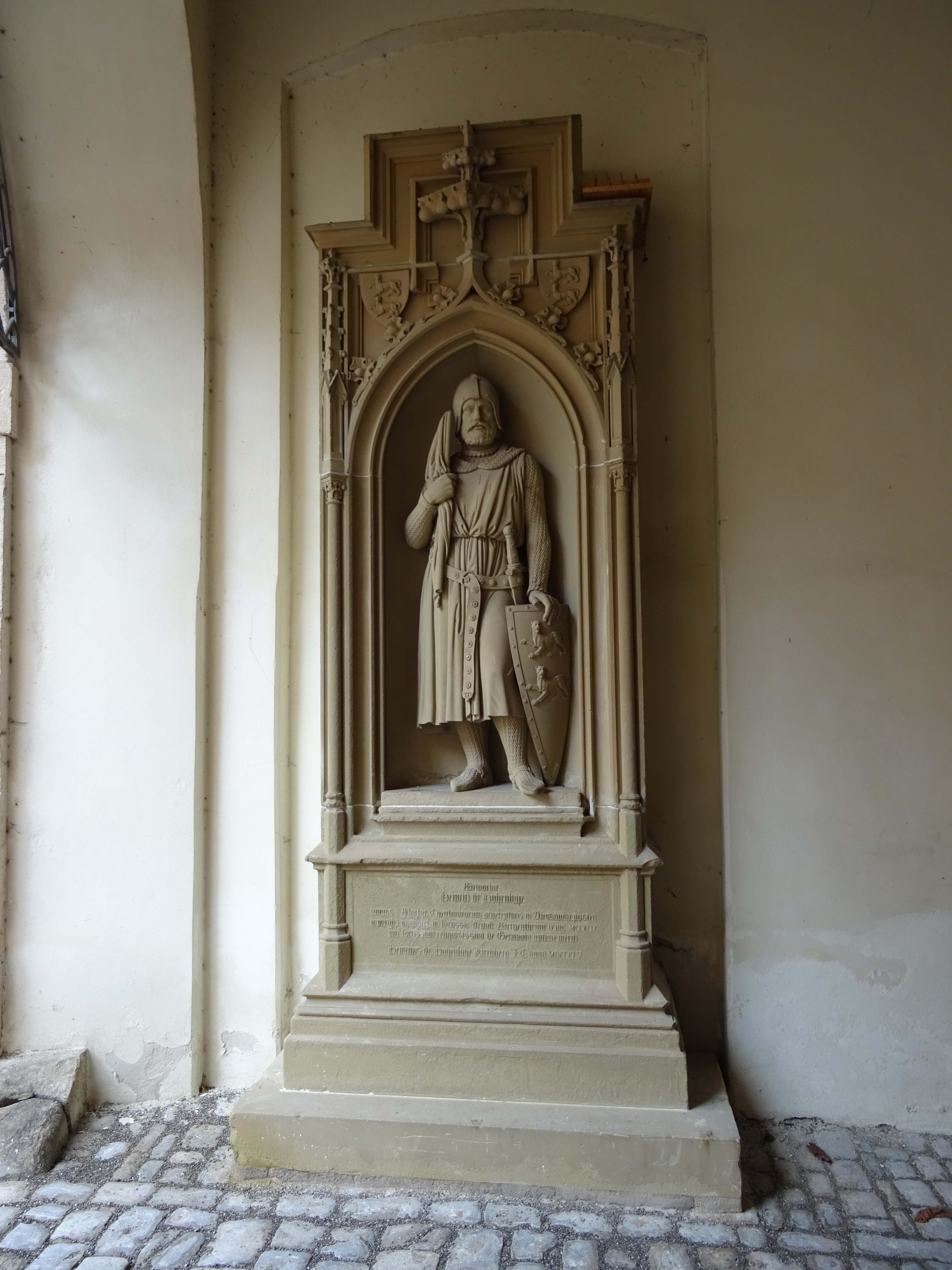
Heinrich von Hohenlohe (Statue im Residenzschloss Bad Mergentheim)

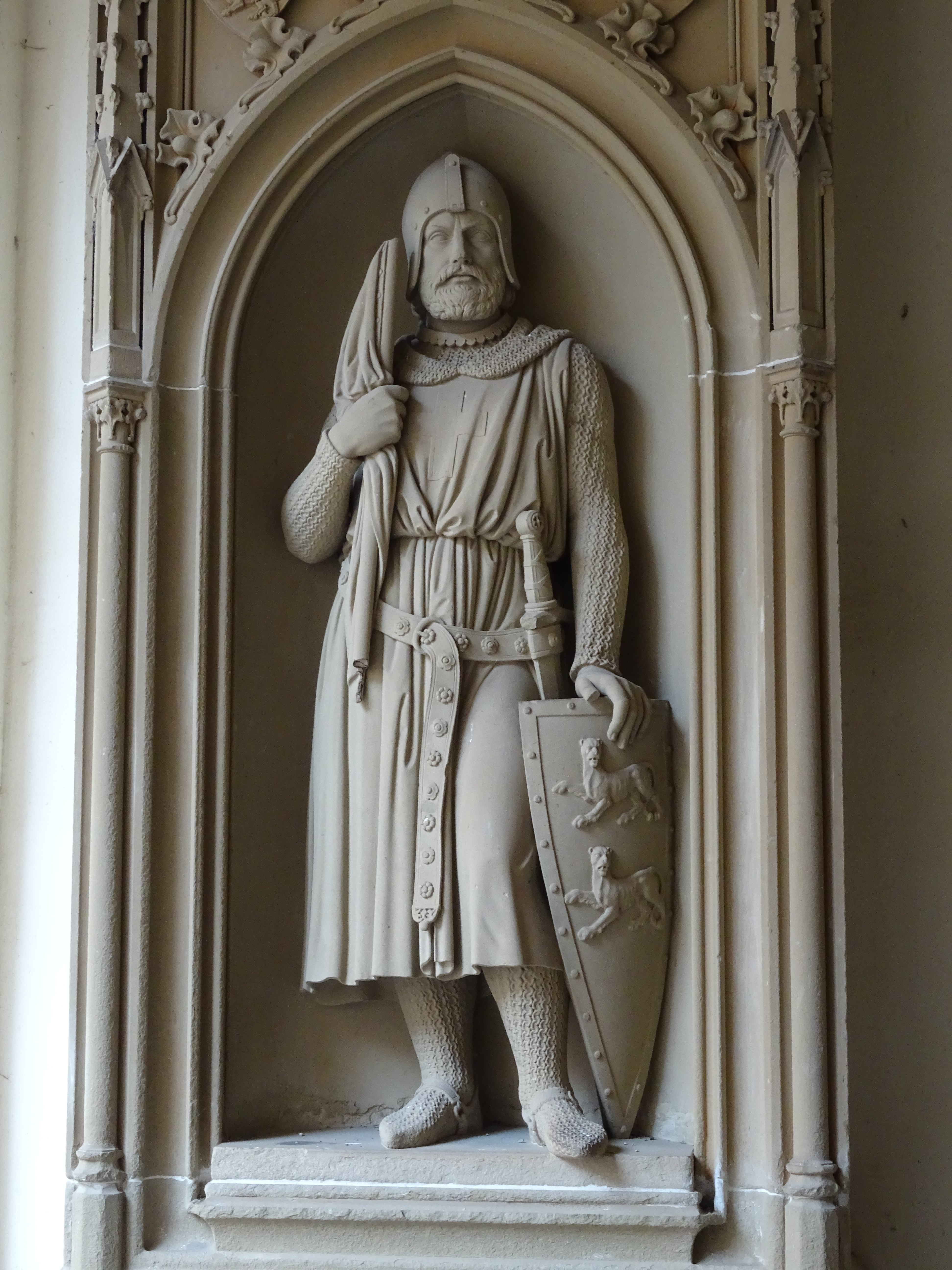
Statue Heinrich von Hohenlohe (Detail)

Hochmeisterwappen Heinrichs von Hohenlohe

Heinrich von Hohenlohe (* um 1200; † 15. Juli 1249) war der siebte Hochmeister des Deutschen Ordens.

## Familie
Heinrich war Angehöriger des fränkischen Adelsgeschlechts Hohenlohe. Sein Vater war Heinrich von Hohenlohe († nach 1212), seine Mutter war Adelheid von Gundelfingen auf der Brenz († nach 1230). Nach dem Tod seines Vaters beerbten diesen Heinrichs Brüder Gottfried und Konrad als neue Herren von Hohenlohe. Heinrich war 1218 Domherr in Würzburg.

## Deutscher Orden
Heinrich trat um 1219, zusammen mit seinen Brüdern Andreas (* um 1192; † nach 1270 in Mergentheim) und Friedrich (* um 1197; ⚔ nach 1219 in Ägypten beim Kreuzzug von Damiette) in den Deutschen Orden ein. Gemeinsam brachten sie bei ihrem Eintritt in den Orden Mergentheim als Schenkung ein. Daraus entstand die Deutschordenskommende Mergentheim, aus der später das Meistertum Mergentheim hervorging. Zu Zeiten Hermann von Salzas war Heinrich von Hohenlohe bereits in den Jahren 1232–1242 Deutschmeister des Deutschen Ordens, so dass ihm alle deutschen Kommenden unterstanden.

### Kreuzzug nach Jerusalem
Mit seinem Bruder Andreas, der wie er Deutschordensritter war, und seinem Bruder Konrad von Hohenlohe, nahm Heinrich am Kreuzzug Friedrichs II. teil und war am 18. März 1229 bei der Zeremonie Kaiser Friedrichs II. in der Grabeskirche anwesend, durch die sich der Kaiser als neuer König von Jerusalem präsentierte.

### Regentschaftsrat des unmündigen Königs
Im Jahre 1237 wurde er zudem in den Regentschaftsrat für den unmündigen deutschen König Konrad IV. berufen. Sein Einfluss muss zu dieser Zeit sehr groß gewesen sein, da ein Zeitgenosse schrieb, dass „einige Deutschordensbrüder“ Deutschland regierten. Zu diesen Deutschordensrittern muss auch Heinrich gezählt haben. Heinrichs Bruder Andreas gründete in dieser Zeit auch das Deutsch-Ordenshaus in Mergentheim.
1244 wurde Heinrich zum siebten Hochmeister des Ordens gewählt.

### Umgestaltung der Ordensregel
Er erreichte, dass Papst Innozenz IV. dem Deutschen Orden gestattete seine Regel zu ändern, was bis dato nicht erlaubt war. Allerdings sollte die Regeländerung nach Willen des Papstes nicht das geistige Leben des Ordens betreffen. So begann Heinrich die Regel des Ordens umzuarbeiten und zu vereinheitlichen: Er behielt weitestgehend die Templerregel für den Kriegsdienst und die Johanniterregel für den Dienst an den Kranken bei, fasste die Regel jedoch kürzer und präziser als zuvor. Vor allem passte er die Regel aber den neuen Verhältnissen in Preußen an.
Die älteste erhaltene Abschrift dieser Regel stammt aus dem Jahr 1264. Neben der Bibel war die Regel, das so genannte Ordensbuch, die wichtigste Schrift des Deutschen Ordens. Das Ordensbuch, welches in jeder Kommende, das heißt in jedem Haus des Ordens vorhanden sein musste, bestand aus vier Teilen. Der erste Teil, der Prolog, beschrieb die Entstehungsgeschichte des Deutschen Ordens und gab eine theologische Begründung für das Ordensleben. Der zweite Teil beinhaltete die Regel, in ihr enthalten waren die drei Mönchsgelübde, die Observanzen für die Krankenpflege und die Regeln für das Gemeinschaftsleben der Mönche. Im dritten Teil waren die Gesetze des Ordens zusammengefasst, dabei handelte es sich um Vorschriften für das Leben in der Gemeinschaft. Der letzte Teil, die Gewohnheiten, erläutert die Verfassung und die Hierarchie des Ordens, regelte die Befugnisse der einzelnen Ämter im Allgemeinen, sowie im Fall des Krieges.
Auch die Ordenstracht wurde festgeschrieben: die Deutschordensritter sollten einen weißen Mantel mit einem schwarzen Tatzenkreuz auf der linken Mantelseite tragen. Dies erregte den Zorn der Templer, da diese dieselbe Tracht trugen, doch der Deutsche Orden war bereits so mächtig, dass er sich gegen die Templer durchsetzen konnte. Die Templer trugen in Zukunft dennoch weiter den weißen Mantel mit rotem Tatzenkreuz.
1855 ließ sein Nachfahr Heinrich zu Hohenlohe-Kirchberg ein Standbild zu Ehren seines Vorfahren, des Deutschordensmeisters, in der Schlosskirche des Deutschordens-Schlosses Mergentheim aufstellen.